# John William Salter
John William Salter (1820 - 1869) fue un geólogo, naturalista, algólogo, y paleontólogo inglés.

## Biografía
En 1835 fue alumno de James DeCarle Sowerby, y se encargaba de grabar y dibujar las placas para el suplemento Mineral Conchology, además de otros trabajos de Historia Natural. En 1842 Adam Sedgwick le contrató durante un breve período, y se encargó de organizar los fósiles en el Museo Woodwardian, en Cambridge. Salter acompañó a Sedgwick en numerosas expediciones geológicas en Gales (1842-1845).
En 1846 se convirtió en empleado de la Geological survey, trabajando para Edward Forbes hasta el año 1854. Seguidamente fue nombrado paleontólogo y se centró en la investigación de los fósiles de la era Paleozoica.
Contribuyó en Memoir on the Geology of North Wales (1866) de Andrew Crombie Ramsay, aportando toda la parte relacionada con la paleontología, ayudó al geólogo Roderick Murchison en su trabajo Siluria (1854) y a Sedgwick a preparar A Catalogue of the Collection of Cambrian and Silurian Fossils contained in the Geological Museum of the University of Cambridge (1873).
Salter se convirtió en la principal autoridad en trilobitas, contribuyendo con la Sociedad Paleontográfica en la realización de cuatro partes de A Monograph of British Trilobites (1864-1867). Renunció a su puesto en la Geological Survey en 1863.
El 2 de agosto de 1869, Salter se quitó la vida al saltar al Támesis, ahogándose.
- La abreviatura «J.W.Salter» se emplea para indicar a John William Salter como autoridad en la descripción y clasificación científica de los vegetales.[1]